# Adamivka, Nosivka
Adamivka (în ucraineană Адамівка) este un sat în comuna Derjanivka din raionul Nosivka, regiunea Cernihiv, Ucraina.

## Demografie
Componența lingvistică a localității Adamivka
     Ucraineană (98,49%)
     Rusă (1,29%)
     Alte limbi (0,22%)
Conform recensământului din 2001, majoritatea populației localității Adamivka era vorbitoare de ucraineană (98,49%), existând în minoritate și vorbitori de rusă (1,29%).